# Коктауський сільський округ (Аркалицька міська адміністрація)
Кокта́уський сільський округ (каз. Көктау ауылдық округі, рос. Коктауский сельский округ) — адміністративна одиниця у складі Аркалицької міської адміністрації Костанайської області Казахстану. Адміністративний центр та єдиний населений пункт — село Коктау.
Населення — 192 особи (2021; 272 у 2009, 559 у 1999, 1107 у 1989).
Станом на 1989 рік існувала Коктауська сільська рада (село Ковильне) у складі Аркалицького району.